# Tornike Kipiani
Tornike Kipiani (gruz. თორნიკე ყიფიანი; ur. 11 grudnia 1987 w Tbilisi) – gruziński piosenkarz.
Zwycięzca pierwszej edycji programu X Paktori (2014) i dziewiątej serii programu Dżeostari (2019). Niedoszły reprezentant Gruzji w 65. Konkursie Piosenki Eurowizji (2020), reprezentant kraju w konkursie w 2021.